# Preston (Minnesota)
Preston település az Amerikai Egyesült Államok Minnesota államában, Fillmore megyében, melynek megyeszékhelye is. Lakosainak száma 1322 fő (2020. április 1.).

## Népesség
A település népességének változása:

| 2010 | 1 325 |
| 2020 | 1 322 |